# Crema de leche

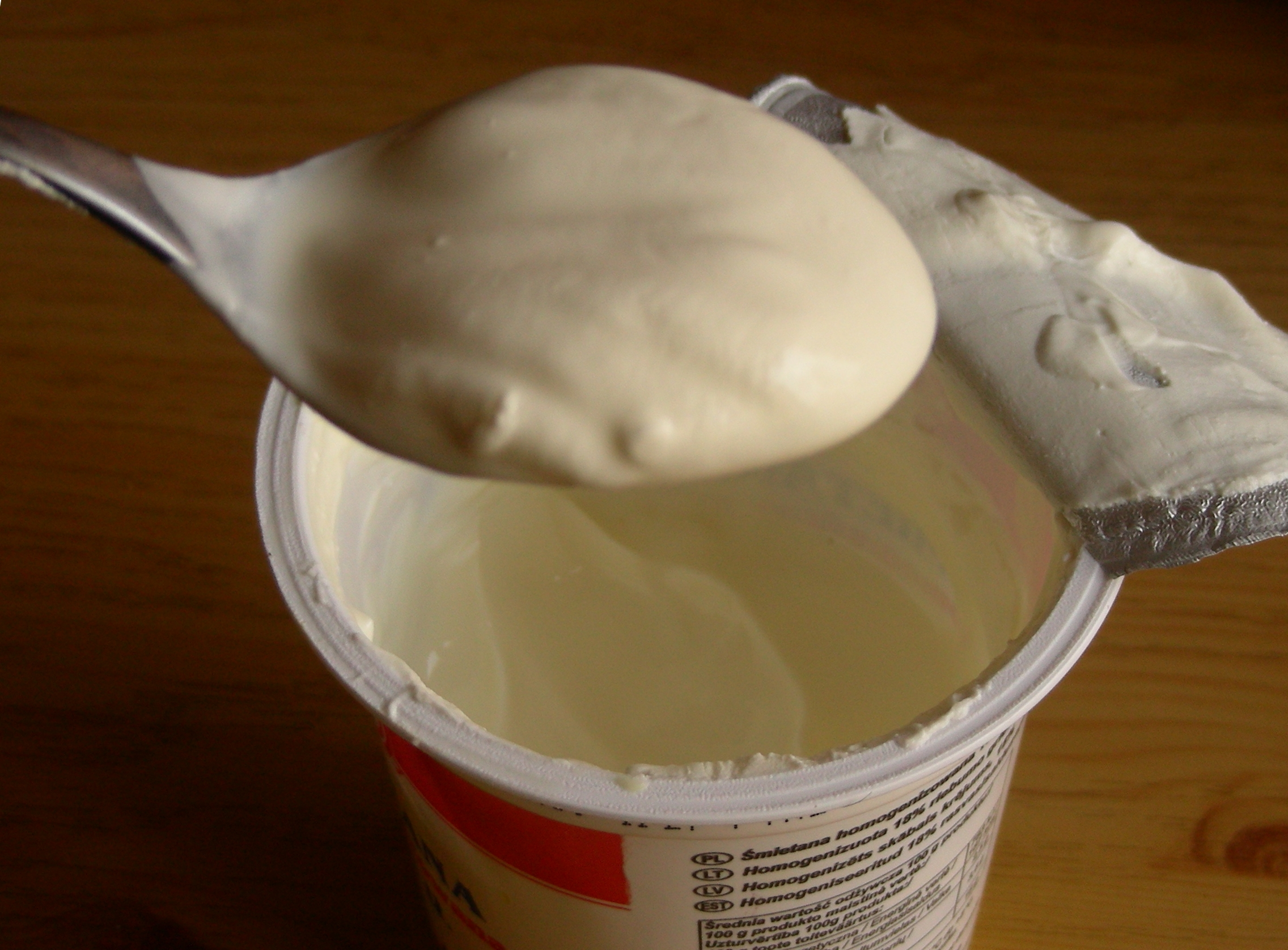
Cucharada de crema de la leche o nata.

La crema, nata o gordura de leche es una sustancia de consistencia grasa y color marfil (blanca amarillenta, también llamado color crema) que se encuentra de forma emulsionada en la leche recién ordeñada o cruda, es decir, en estado natural y que no ha pasado por ningún proceso artificial que elimine elementos grasos.
Está constituida principalmente por glóbulos de materia grasa que se encuentran flotando en la superficie de la leche cruda; por esto se dice que es una emulsión de grasa en agua. Esta capa se puede apreciar dejando cierta cantidad de leche cruda, sin homogeneizar ni descremar, en un recipiente: se puede observar cómo una delgada capa toma forma en la superficie. No debe confundirse con la nata que se observa al hervir la leche, con la cual no tiene ninguna relación.
Esta película se separa mediante un proceso de centrifugado, y se envasa por separado para su uso en gastronomía. De acuerdo a la proporción de grasa que contiene, se distinguen varias clases de crema; las más ligeras se emplean para mezclar con el café o en la confección de sopas y salsas. Las más espesas, que alcanzan hasta un 55% de contenido graso, se utilizan para elaborar crema batida o chantilly (producto de batirla hasta atrapar burbujas de aire en ella), utilizada para decoración en repostería. Además, la crema extremadamente grasa puede batirse para elaborar mantequilla, que consiste básicamente en la grasa láctea aislada.
La crema de leche suele emplearse principalmente en la fabricación de helados.
También es posible comercializarla añadiéndole sal, de modo que se pueda utilizar de forma análoga a la mantequilla (esto se hace principalmente en países como Venezuela, donde se consume con arepas).

## Crema batida, o nata montada

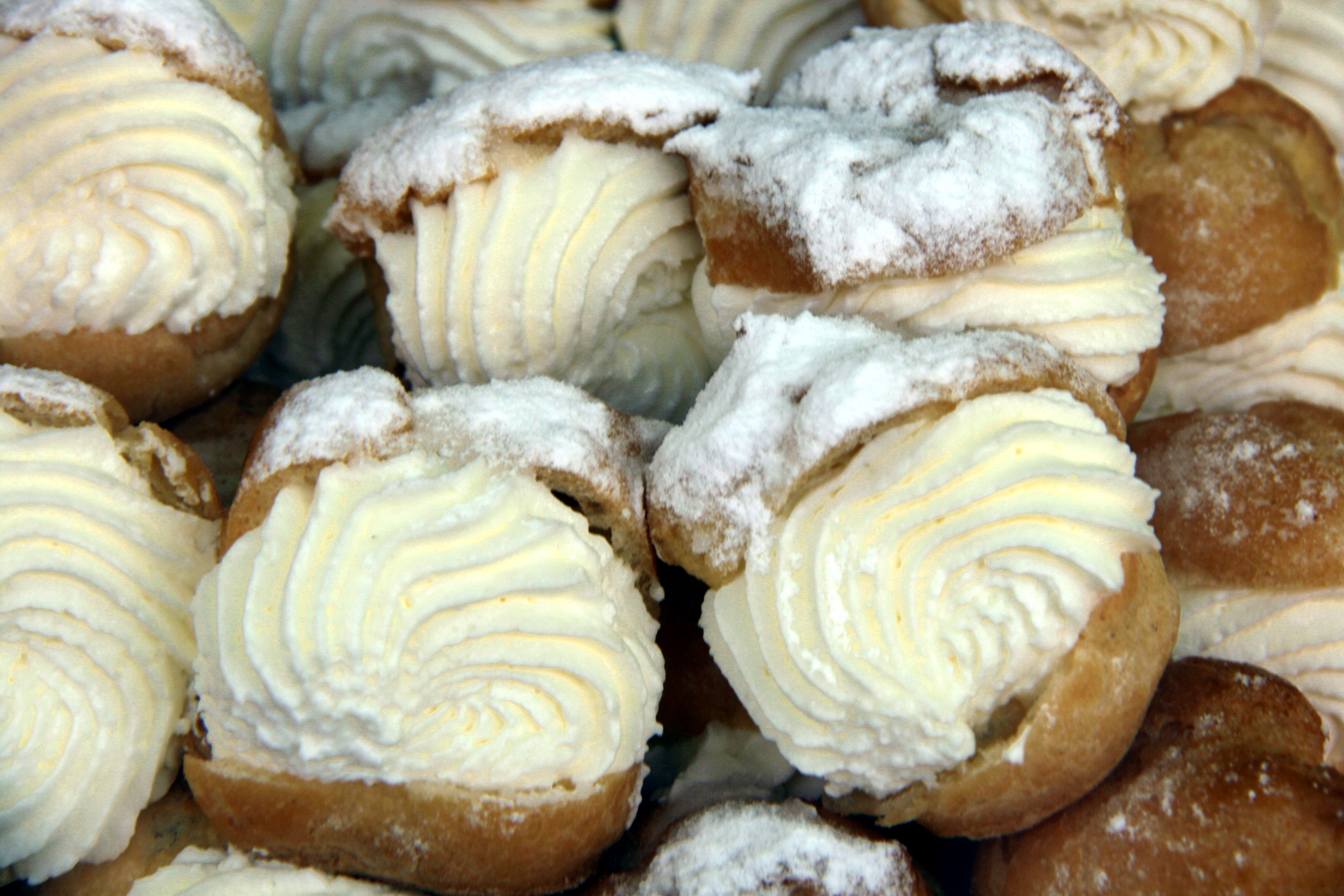
Bocaditos de nata, uno de los usos típicos en pastelería.

La crema batida, o nata montada, según el país, requiere crema de leche con un 30% de contenido de grasa. La crema se bate con el aire utilizando utensilios fríos hasta montarla, procedimiento usado también frecuentemente en repostería con la clara de huevo, por ejemplo en la elaboración del merengue, y que en el caso de la nata da como resultado un coloide con aproximadamente el doble del volumen de la crema original ya que quedan atrapadas burbujas de aire en una red de gotitas de grasa.
Sin embargo, si se sigue batiendo, las gotitas de grasa se unirán destruyendo el coloide para formar mantequilla; el líquido restante es el suero. A veces se le agrega azúcar de repostería (azúcar que ha sido molida hasta quedar extremadamente fina) al coloide para poder reforzar la mezcla y reducir el riesgo de excederse batiendo.
La crema batida puede venderse lista para usar en contenedores presurizados. Se utiliza el óxido nitroso para propulsarla, y cuando la crema sale por la boquilla, produce cuatro veces el volumen de crema; es decir, el doble del volumen producido que batiéndola con el aire. Utilizando esta técnica, puede prepararse también con dispensadores reusables, similares a un sifón para soda, utilizando cartuchos de óxido nitroso de bajo costo. Sin embargo, la crema batida producida con óxido nitroso es inestable, y regresará a un estado más o menos líquido dada entre media hora y una hora. Por tanto, el método no es adecuado para decorar comida que no será servida de inmediato.
Existen comercialmente imitaciones de crema batida que no utilizan crema de leche como tal. En el caso de "Cool Whip" de Kraft, presente en algunos mercados americanos, se utiliza caseinato de sodio, una sustancia derivada de la leche.

### Crema Chantillí
Pese a que a veces se confunde con la crema batida, la crema chantillí se distingue por su sabor agregado a vainilla, y su mayor proporción de azúcar (60 gramos por cada 200 mililitros de crema). 
La receta original fue creada por François Vatel en el siglo XVII en Chantilly, Francia.

### Historia
La nata montada se encuentra por primera vez en textos de Rabelais (París, 1531). En 1545, se publica una receta similar, pero que incluye claras de huevos, en el libro inglés, A Dyschefull of Snow. Se popularizó en el siglo XVI. Se pueden encontrar otras recetas en los escritos de Cristoforo da Messisbugo (Ferrara, 1549), Bartolomeo Scappi (Roma, 1570) y Lancelot de Casteau (Lieja, 1604). Se llamaba "nieve de leche".
Sin embargo, la invención de la nata montada se atribuye con frecuencia a François Vatel, maître d'hôtel del castillo de Chantilly entre 1663 y 1671. Pero para entonces ya estaba presente en los escritos de Lancelot de Casteau. Es posible que Vatel sirviera esta "cresme façonnée" (crema con forma) en la suntuosa recepción del rey por el príncipe de Condé en abril de 1671. El invento también se atribuye erróneamente a Nicolas Fouquet, superintendente de finanzas, de quien se dice que lo sirvió al rey durante una suntuosa ceremonia en el castillo de Vaux-le-Vicomte en 1661. Un siglo después de Vatel, la baronesa de Oberkirch elogió la "crema" servida en un almuerzo en el Hameau de Chantilly en 1784, pero sin llamarla "crème chantilly ". No obstante, a veces se cita este episodio como el "nacimiento de la nata montada".
Las denominaciones "crème chantilly", "crème de Chantilly", "crème à la chantilly", "crème fouettée à la chantilly", o simplemente "la chantilly" aparecieron a principios del siglo XIX. La primera edición de Le Cuisinier impérial (1806) de Viard no menciona ni la nata montada ni la crème chantilly, pero la edición de 1820 menciona ambas A mediados del siglo XX, estos nombres se hicieron comunes.
La referencia a Chantilly procede probablemente de la asociación del castillo epónimo con la buena mesa.
También puede referirse a la creciente reputación de la porcelana de pasta blanda de Chantilly, que nació en 1725 y cuya receta de Claude Humbert Gérin en 1740 producía un blanco perfecto.
La crema de Chantilly suele ser la utilizada para helados y repostería, mientras que la crema batida, al ser menos dulce, también suele agregarse a los cappuccinos, batidos o café irlandés, entre otros.

## Tipos

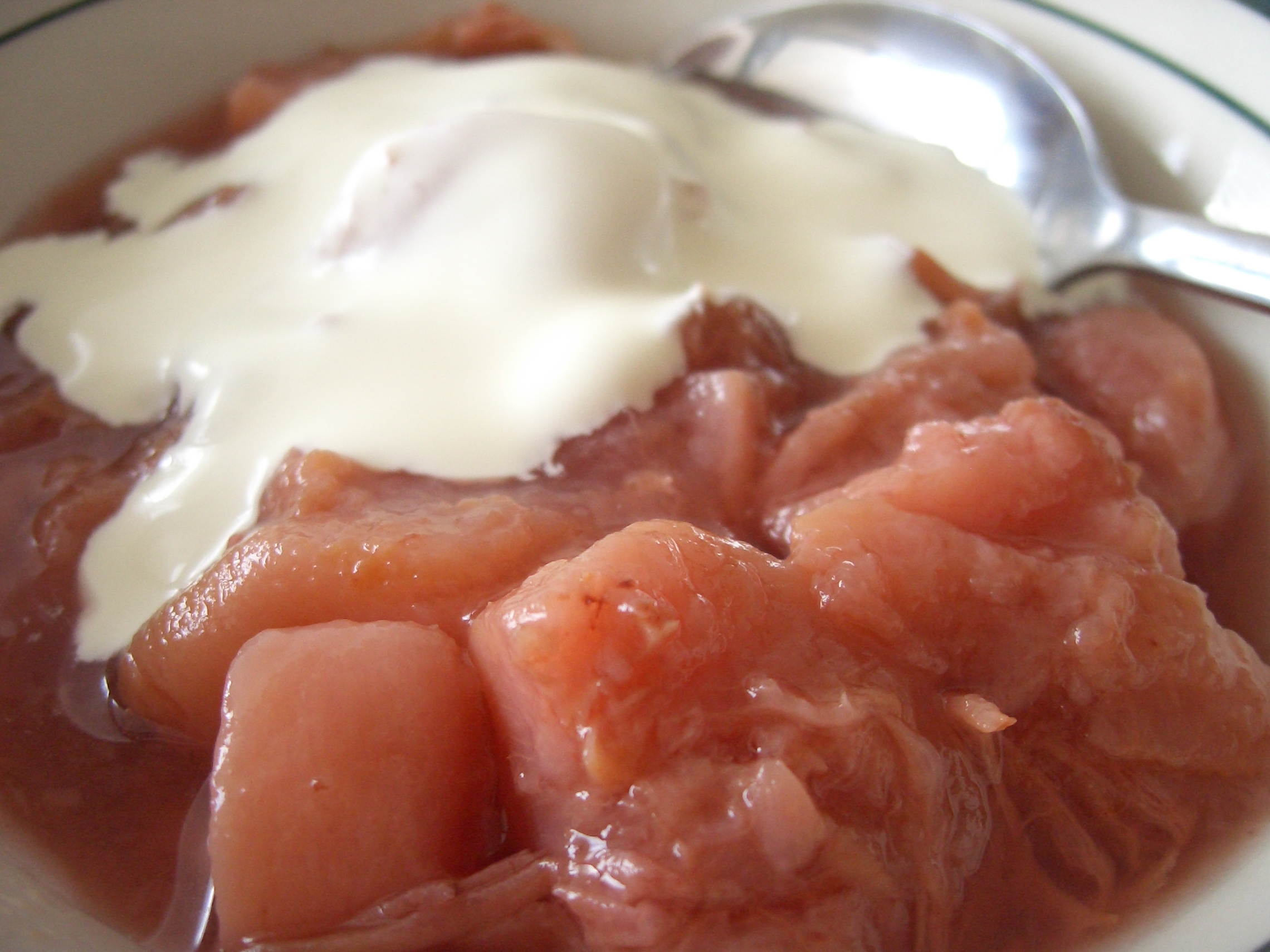
Nectarinas guisadas y nata espesa

Las distintas clases de nata se distinguen por su contenido en grasa, si han sido tratadas térmicamente, batidas, etc. En muchas jurisdicciones, existen normativas para cada tipo.

### Australia y Nueva Zelanda
El Código de Normas Alimentarias de Australia y Nueva Zelanda - Norma 2.5.2 - Define la nata como un producto lácteo comparativamente rico en grasa, en forma de emulsión de grasa en leche desnatada, que puede obtenerse por separación de la leche. La nata vendida sin más especificación debe contener no menos de 350 g/kg (35%) de grasa láctea.
Las etiquetas de los fabricantes pueden distinguir entre diferentes contenidos de grasa, una pauta general es la siguiente:
| Nombre                   | Contenido graso | Usos principales |
| ------------------------ | --------------- | --- |
| Extra liviana (o 'lite') | 12-12.5%        | |
| Ligera (o 'lite')        | 18-20%          | |
| Crema espesa             | 35-36.5%        | Nata con gelatina añadida y/u otros espesantes para dar a la nata una textura más espesa, también posiblemente con estabilizadores para ayudar a la consistencia de la nata montada. Este tipo de nata no suele utilizarse para cocinar. |
| Nata                     | >= 35%          | Las recetas en las que se utiliza nata suelen referirse a nata pura con un 35% de materia grasa. Se utiliza tanto para cocinar como para verter y montar. Es comparable a la nata para montar en algunos otros países.                   |
| Nata doble               | 48-60%          | [ 18 ] |

### Canadá
Las definiciones canadienses de nata son similares a las utilizadas en Estados Unidos, excepto en el caso de la "nata ligera", que es nata muy baja en grasa, normalmente con un 5% o 6% de grasa butírica. Las características específicas de los productos suelen ser uniformes en todo Canadá, pero los nombres varían según la zona geográfica y lingüística y según el fabricante: La "nata para café" puede tener un 10 o un 18 por ciento de nata y la "mitad y mitad" (crème légère) puede tener un 3, 5, 6 o 10 por ciento, todo depende de la ubicación y la marca.
La normativa permite que la nata contenga reguladores de acidez y estabilizantes. Para la nata para montar, los aditivos permitidos incluyen leche desnatada en polvo (≤ 0,25%), sólidos de glucosa (≤ 0,1%), sulfato de calcio (≤ 0,005%) y goma xantana (≤ 0,02%). El contenido de grasa láctea en la nata en conserva debe mostrarse en forma de porcentaje seguido de "grasa láctea", "B.F" o "M.F". 
| Nombre           | Contenido mínimo de grasa de leche | Información adicional | Principales usos |
| ---------------- | ---------------------------------- | --- | --- |
| Crema de fábrica | 40%                                | Crème fraîche también posee 40–45% pero es un producto cultivado acidificado en lugar de crema dulce. | Producción comercial. |
| Crema para batir | 33–36%                             | También como nata para cocinar o “espesa” al 35% con añadido de estabilizantes. La crema espesa debe tener al menos un 36%. En zonas francófonas: crème à fouetter 35%; y para cocinar, crème à cuisson 35%, crème à l'ancienne 35% o crème épaisse 35%.                                                     | Se bate hasta obtener una cobertura cremosa y suave que se utiliza para pasteles, frutas frescas, postres, chocolate caliente, etc. La versión para cocinar está formulada para evitar que se rompa cuando se calienta (como en las salsas). |
| Nata de mesa     | 15-18%                             | Nata para café. También como nata para cocinar o nata "espesa" 15% con estabilizantes añadidos. En zonas francófonas: crème de table 15% o crème à café 18%; y para cocinar, crème champêtre 15%, crème campagnarde (crema campestre) 15% o crème épaisse 15%.                                               | Se añade como rico blanqueador al café. Ideal para sopas, salsas y veloutés. Guarnición de frutas y postres. La versión para cocinar está formulada para evitar la rotura cuando se calienta.                                                |
| Mitad y mitad    | 10%                                | Crema de cereales. Producto con más materia grasa butírica de la categoría de las natas ligeras. En las zonas francófonas: crème à café 10% y a veces crème légère 10%. Equivale aproximadamente a una mezcla 50/50 de nata de mesa (al 16-18%) y leche entera (al 3,25%), de ahí el nombre común en inglés. | Se vierte sobre cereales calientes como guarnición. Ideal en salsas para verduras, pescado, carne, aves y pasta. También en sopas de nata.                                                                                                   |
| Nata ligera      | 3-10%                              | Nata ligera 6%. En zonas francófonas: mélange de lait et de crème pour café 5%, Crémette™ 5% o crème légère 3% a 10%. Mezcla de leche y nata. | 5% es similar a la leche más rica de Guernsey o Jersey. Una alternativa con menos grasa a la nata de mesa en el café. |

### Francia
En Francia, el uso del término "crema" para los productos alimenticios está definido por el decreto 80-313 del 23 de abril de 1980. Especifica la tasa mínima de grasa láctea (12%), así como las reglas para la pasteurización o la esterilización UHT. La mención "crème fraîche" (nata fresca) sólo puede utilizarse para las natas pasteurizadas acondicionadas en el lugar de producción dentro de las 24 horas siguientes a la pasteurización. Incluso si se permiten aditivos alimentarios que cumplan con las leyes francesa y europea, normalmente no se encontrará ninguno en las "crèmes" y "crèmes fraîches" aparte de los fermentos lácticos (algunas cremas económicas (o casi cremas) pueden contener agentes espesantes, pero rara vez). El contenido de grasa se muestra comúnmente como "XX% M.G." ("matière grasse").

## Denominaciones
En España y en muchos países de América Latina, se denomina nata a una especie de membrana que se forma en la leche cuando se calienta hasta hervir. Este significado de la palabra se va perdiendo, ya que la leche se comercializa esterilizada, y por tanto no precisa ser hervida. Se produce por aglomeración de lactoalbúmina (una proteína propia de la leche), que se desnaturaliza con el calor.
Aunque es similar en aspecto a la crema de leche cuando flota, son químicamente distintos, e incluso tienen sabores y texturas al gusto distintas.
Es preciso diferenciar la nata de la crema, dado que la primera refiere a coagulación de proteínas mientras la segunda refiere a la separación del contenido graso de la leche.
En España, se denomina nata a la crema de leche. Es la parte grasa de la leche entera y fresca, y suele formar una capa untuosa que flota en su superficie. Es la materia prima con la que se elabora la mantequilla. En los comercios, se suele encontrar procesada con el sistema UHT, o pasteurizada, pero se puede encontrar también fresca.
Por extensión, en España se llama también nata a lo referido más arriba, aunque no sea este su primer sentido. Cuando se usa con este sentido, suele utilizarse en plural.